# Dödsrossling
Med dödsrossling avses den högljudda andningen av döende under de sista timmarna eller dygnen före döden. 
Ljudet orsakas av att den berördas sväljningsreflex är nedsatt, vilket gör det svårare att svälja saliv eller slem. Detta orsakar i sin tur en obstruktion i luftvägarna (från svalget till bronkerna). De slappa svalgväggarnas slag mot varandra ger upphov till ljudet.
På sjukhus kan ljudet ibland uppfattas som skrämmande för övriga patienter. Detta utgör en anledning till att den döende inkvarteras i ett enkelrum.
Dödsrossling är ett relativt vanligt symtom hos döende patienter, men det är oklart huruvida patienterna själva lider av detta. I en översiktsstudie där forskarna analyserade 29 vetenskapliga artiklar som rapporterade om förekomsten av dödsrossling, fann man att andelen fall där detta symtom förekom varierade kraftigt (mellan 12 och 92 procent). Förutom att andra patienter kan uppfatta detta ljud som skrämmande, kan dödsrosslingen även vara plågsam för de anhöriga och vårdgivare som uppfattar denna. Många vårdgivare upplever också detta symtom som problematiskt, då de inte är säkra på hur de ska hantera det.